# Хэп и Леонард
«Хэп и Леона́рд» (англ. Hap and Leonard) — американский телевизионный драматический сериал о двух персонажах: Хэпе и Леонарде, созданных писателем Джо Р. Лансдейлом (англ. Joe R. Lansdale), и взятых из серии его одноимённых романов.

## История
Сценарий сериала был написан Ником Дамичи (англ. Nick Damici) и Джимом Михайличенко (англ. Jim Mickle).
Премьера шестисерийного сериала состоялась на американском кабельном канале SundanceTV 2 марта 2016.
Cериал получил положительные отзывы.
27 июня 2016 года, телеканал SundanceTV заказал шесть эпизодов второго сезона, который транслировался в 2017 году; он основан на втором романе «Мучо Моджо» (англ. Mucho Mojo).
Третий сезон вышел в 2018 году.

## В ролях

### Основной актерский состав
| Актёр                                    | Роль | Сезоны      |
| ---------------------------------------- | --- | ----------- |
| Джеймс Пьюрфой                           | белый работяга, в юности отбывший срок в федеральной тюрьме за отказ быть призванным в армию и служить на войне во Вьетнаме Хэп Коллинз | Все сезоны  |
| Майкл Кеннет Уильямс                     | чернокожий гей и ветеран Вьетнама, с серьезными проблемами управления гневом Леонард Пайн                                               | Все сезоны  |
| Джимми Симпсон                           | местный наркоторговец «Солдат» | Сезон 1     |
| Билл Сейдж                               | Говард | Сезон 1     |
| Кристина Хендрикс                        | бывшая жена Хэпа Труди Фавст (Fawst) | Сезон 1     |
| Поллианна Макинтош (Pollyanna McIntosh)  | «Ангел» | Сезон 1     |
| Энрике Мурсиано (англ. Enrique Murciano) | Рауль | Сезон 1 & 2 |
| Тиффани Мак                              | Флорида Гранж | Сезон 2 & 3 |
| Крэнстон Джонсон                         | детектив Хэнсон | Сезон 2 & 3 |
| Брайан Деннехи                           | шериф Валентин Отис | Сезон 2 & 3 |

### Второстепенные персонажи
- Нил Сэндилэндс[англ.] — Пако
- Рон Роже́ (Roggé) — Бад Коллинс (Bud Collins)
- Каден Вашингтон Льюис — Леонард в детстве
- Трэйс Мастерз (Trace Masters) — Хэп в детстве
- Флоренция Янг (Florence Young) — Кей
- Кари Шэмвел (Kari Shemwell) — Труди Дабл (Trudy Double)

## Производство
Съемки шоу проходили в Батон-Руже, Луизиана, хотя действие происходит в 1980-х годах в вымышленном городе Лаборд в Восточном Техасе. Одним из мест съёмок была старая женская больница в Батон-Руже, а также медиацентр «Селтик».

## Эпизоды
Второй эпизод «Вниз» был выпущен онлайн 2 марта 2016, за неделю до его запланированного выхода в эфир.

### 1 сезон (2016)
| № | Название        | Режиссёр   | Автор сценария         | Дата премьеры  | Зрители U.S. (млн) |
| - | --------------- | ---------- | ---------------------- | -------------- | ------------------ |
| 1 | «Savage Season» | Джим Микл  | Ник Дамичи & Джим Микл | март 2, 2016   | 0.429              |
| 2 | «The Bottoms»   | Джим Микл  | Ник Дамичи & Джим Микл | март 9, 2016   | 0.271              |
| 3 | «The Dive»      | Гомес, Ник | E. L. Katz             | март 16, 2016  | 0.197              |
| 4 | «Trudy»         | Гомес, Ник | Ник Дамичи & Джим Микл | март 23, 2016  | 0.208              |
| 5 | «War»           | Джим Микл  | Ник Дамичи             | март 30, 2016  | 0.274              |
| 6 | «Eskimos»       | Джим Микл  | Джим Микл              | апрель 6, 2016 | 0.192              |

### Сезон 2 (2017)[25][26]
| № | Название        | Режиссёр        | Автор сценария          | Дата премьеры          | Зрители U.S. (млн) |
| - | --------------- | --------------- | ----------------------- | ---------------------- | ------------------ |
| 1 | «Mucho Mojo»    | Maurice Marable | Ник Дамичи и Джим Микл  | март 16, 2017          | н/д                |
| 2 | «Tickling Mojo» | Maurice Marable | Abe Sylvia              | март 16, 2017 (Online) | н/д                |
| 3 | «Holy Mojo»     | Abe Sylvia      | John Wirth              | март 29, 2017          | н/д                |
| 4 | «Bad Mojo»      | Abe Sylvia      | Abe Sylvia & Ione Lloyd | апрель 5, 2017         | н/д                |
| 5 | «Pie a la Mojo» | Tim Southam     | англ. Joe R. Lansdale   | апрель 12, 2017        | н/д                |
| 6 | «No Mo' Mojo»   | Tim Southam     | Ник Дамичи и Джим Микл  | апрель 19, 2017        | н/д                |

### Сезон 3 (2018)[27]
| № | Название             | Режиссёр | Автор сценария | Дата премьеры            | Зрители U.S. (млн) |
| - | -------------------- | -------- | -------------- | ------------------------ | ------------------ |
| 1 | «The Two-Bear Mambo» | TBA      | TBA            | март 7, 2018             | 0.225              |
| 2 | «Ho-Ho Mambo»        | TBA      | TBA            | март 14, 2018 (Online)   | 0.227              |
| 3 | «T-Bone Mambo»       | TBA      | TBA            | март 21, 2018            | н/д                |
| 4 | «Senorita Mambo»     | TBA      | TBA            | март 28, 2018 (Online)   | н/д                |
| 5 | «Mambo #5»           | TBA      | TBA            | апрель 4, 2018 (Online)  | н/д                |
| 6 | «Monsoon Mambo»      | TBA      | TBA            | апрель 11, 2018 (Online) | н/д                |

## Сценарий
Сценарий сериала был написан на основе сборника, состоящего из ранее опубликованных рассказов («Гиены», «Визит Вейлы», «Мёртвая мишень») под общим названием «Хэп и Леонард» Джо Р. Лансдейла (англ. Joe R. Lansdale; а также, был добавлен новый контент, опубликованный в издании англ. Tachyon Publications в марте 2016 года в качестве «врезки» к сериалу.